# Icterina
La icterina es un color, que se describe como amarillento, como la ictericia que es un color amarillo o marcados al amarillo. Se deriva del griego antiguo ikteros (ictericia), a través del latín ictericus. Se utiliza como un adjetivo en los nombres de las aves con plumaje de color amarillento para describir su apariencia, incluyendo la Hippolais icterina y Phyllastrephus icterinus.